# Bålgetingfuktbagge
Bålgetingfuktbagge (Cryptophagus micaceus) är en skalbaggsart som beskrevs av Claudius Rey 1889. Bålgetingfuktbagge ingår i släktet Cryptophagus, och familjen fuktbaggar. Arten är reproducerande i Sverige.